# Kabinett Lipponen I
Das Kabinett Lipponen I war das 66. Kabinett in der Geschichte Finnlands. Es wurde am 13. April 1995 vereidigt und am 15. April 1999 entlassen.  Beteiligte Parteien waren SDP, Nationale Sammlungspartei, Schwedische Volkspartei und Grüner Bund. Wegen der verschiedenen Parteien trug es den Spitznamen Regenbogenkabinett.

## Minister
| Ressort                             | Name                                                                                | Partei    |
| ----------------------------------- | ----------------------------------------------------------------------------------- | --------- |
| Ministerpräsident                   | Paavo Lipponen                                                                      | SDP       |
| Stellvertretender Ministerpräsident | Sauli Niinistö                                                                      | KOK       |
| Äußeres                             | Tarja Halonen                                                                       | SDP       |
| Justiz                              | Sauli Niinistö ab 2. Februar 1996: Kari Häkämies ab 13. März 1998: Jussi Järventaus | KOK       |
| Inneres                             | Jan-Erik Enestam                                                                    | RKP       |
| Verteidigung                        | Anneli Taina                                                                        | KOK       |
| Finanzen                            | Iiro Viinanen ab 2. April 1996: Sauli Niinistö                                      | KOK       |
| Bildung                             | Olli-Pekka Heinonen                                                                 | KOK       |
| Land- und Forstwirtschaft           | Kalevi Hemilä                                                                       | parteilos |
| Verkehr                             | Tuula Linnainmaa ab 2. Februar 1997: Matti Aura ab 15. Januar 1999: Kimmo Sasi      | KOK       |
| Handel und Industrie                | Antti Kalliomäki                                                                    | SDP       |
| Soziales und Gesundheit             | Sinikka Mönkäre                                                                     | SDP       |
| Arbeit                              | Liisa Jaakonsaari                                                                   | SDP       |
| Umwelt                              | Pekka Haavisto                                                                      | VIHR      |